# Pas de deux (curtmetratge)
Pas de deux (estrenada com a Duo als Estats Units) és una videodansa de 1968 dirigida per Norman McLaren, produïda pel National Film Board of Canada.
La pel·lícula fou fotografiada en estructures d'alt contrast amb impressió òptica, a pas i repetició, per obtenir un aspecte sensual i gairebé estroboscòpic. Mostra una ballarina (Margaret Mercier) ballant per ella mateixa (o millor dit, amb imatges d'ella mateixa), abans d'unir-se a un dansaire masculí (Vincent Warren), per interpretar el pas de deux del títol, com a coreografiada per Ludmilla Chiriaeff.
La pel·lícula fou coreografiada amb música de flauta de pan romanesa.

## Premis
Pas de deux ha rebut 17 premis, inclòs el Premi BAFTA de 1969 a la millor pel·lícula animada i una nominació als Oscar com a Duo. També va rebre el premi al millor curtmetratge en la 14a edició dels Premis Sant Jordi de Cinematografia.